# 大分県行進曲
「大分県行進曲」（おおいたけんこうしんきょく）は、1935年（昭和10年）に発表された日本の行進曲である。
作詞・庄武憲太郎、作曲および編曲・江口夜詩。

## 概要
1935年、豊州新報（大分合同新聞の前身紙）創刊50周年記念事業の一環として豊州新報社が「時あたかも世を挙げての非常時、光輝ある歴史と秀麗なる天恵をあわせ持つ、わが躍進大分県の意気を象徴する、代表歌を得る」ことを制定意義に掲げて歌詞の公募を実施し、大分県内外から合計332編の応募作が投稿された。審査の結果、旧制中学教員の庄武憲太郎が応募した作品が一等入選となり、豊州新報社の依頼により江口夜詩が作曲を手掛けて7月13日に大分県教育会館で発表・演奏舞踊大会が開催された。
7月15日に日本コロムビアから中野忠晴の歌唱により発売されたレコードは大分県内で人気を博し、日本体育ダンス研究会が本曲に合わせた「希望の光」と題するダンスの振り付けを作成したことで大分県外でも広く知られるようになった。同年8月9日付の豊州新報では、その盛況ぶりを以下のように記している。
| 「 | 本社懸賞募集一等入選歌“大分県行進曲”は、庄武憲太郎氏作詩になり、郷土をうたうにふさわしい県民歌として絶讃を博し、なお江口夜詩氏の作曲及び編曲により断然出色の名曲として大好評をあつめ、東京なる文部省公認日本体育ダンス研究会では本年度新教材として採用され、渋井会長自ら振付をなし、全国学校教育ダンス講習会で指導、非常な大好評あり（中略）“大分県行進曲”は第一位の折紙を付さるるに至った（後略） | 」 |

1960年（昭和35年）には大分合同新聞の（前身の豊州新報時代から）創刊75周年を記念して、大分市出身の立川澄人が歌唱するカバー版が新たに発売された。
大分県は2013年（平成25年）現在も正式な県民歌を制定していないが、県統計協会が毎年発行する県民手帳には平成16年（2004年）版まで本曲が「大分のうた」の筆頭曲として事実上の県民歌的な扱いで掲載されていた（現在は掲載されていない）。庄武憲太郎の出生地である杵築市大田地区（旧大田村）では、庄武の33回忌かつ曲の発表50周年に当たる1985年（昭和60年）に衆議院議員・田原隆が揮毫した「大分県行進曲春鳥歌碑」（「春鳥」は庄武の号）が建立された。
民謡研究家の加藤正人は本曲について
| 「 | 大分県全域を“ふるさと”としてとらえ、そのすばらしい歴史・風土をうたいあげた“うた”となると、「大分県行進曲」がただ一つ。しかも、これほど青少年の魂を魅了した“うた”は他にあるまい。 | 」 |

と評している。現在は毎年2月に開催される県内一周大分合同駅伝において大分合同新聞社が広報車の街宣用BGMとして使用している他、県内で開催される演奏会や県外の大分県人会で歌唱されており世代を超えて広く親しまれている。正式な県民歌への指定を望む意見もあるが、民間主導で作成された曲であるためか大分県は本曲の県民歌への指定には消極的である。なお、豊州新報社が歌詞を公募した際には大分県学務部長および教育課長が大分師範学校および女子師範学校の校長らと共に審査に参加していた。

## 歌詞
本曲の歌詞は著作権の保護期間を満了し、2003年（平成15年）1月1日よりパブリックドメインとなっている。曲は日本コロムビアの管理楽曲となっており、演奏に際しては専属開放申請を行う必要がある。

### 解説
2番の「六聖」は県輩出の偉人とされる福沢諭吉・三浦梅園・帆足万里・広瀬淡窓・田能村竹田・広瀬武夫のこと。このうち三浦梅園・帆足万里・広瀬淡窓は「豊後三賢」と称される。
4番の「十二郡」は日田郡・玖珠郡・直入郡・大野郡・北海部郡・南海部郡・大分郡・速見郡・東国東郡・西国東郡・宇佐郡・下毛郡の12郡のこと。本曲の発表時に市制を施行していたのは大分市・別府市・中津市の3市のみであった。